# Halîmonove, Bahmaci
Halîmonove (în ucraineană Халимонове) este localitatea de reședință a comunei Halîmonove din raionul Bahmaci, regiunea Cernihiv, Ucraina.

## Demografie
Componența lingvistică a localității Halîmonove
     Ucraineană (97,61%)
     Rusă (2,27%)
     Alte limbi (0,11%)
Conform recensământului din 2001, majoritatea populației localității Halîmonove era vorbitoare de ucraineană (97,61%), existând în minoritate și vorbitori de rusă (2,27%).